# Биланга (департман)
Биланга је департман или комуна покрајине Нане у северном делу Буркине Фасо. Његов главни град је Биланга.